# The X Factour
The X Factour fue un tour de la banda de heavy metal británico, Iron Maiden. Tuvo lugar del 28 de septiembre de 1995 hasta el 7 de septiembre de 1996. Fue su primera gira con el cantante Blaze Bayley, quien debutó en el álbum The X Factor. Los actos de apertura en diferentes fechas de la gira incluían Psycho Motel
,Fear Factory y My Dying Bride.
La gira comenzó con los primeros shows de la banda en Asia y África, antes de continuar en Europa y América del Norte, donde tocaron en muchos lugares más pequeños que tenían con el exvocalista Bruce Dickinson. Por desgracia, Bayley sufrió problemas vocales durante la gira en América del Norte como resultado del horario de trabajo agotador, lo que significaba que tenía varias fechas que fueron canceladas. Las fechas de la gira de cierre en el Sur y América Central incluyó presentaciones en lugares mucho más grandes, tales como el Monsters of Rock festival en São Paulo, la gira también fue notable ya que la banda logró debutar en Chile el año 1996 (luego de la censura de 1992), pero terminó en polémica ya que algunos asistentes escupieron al cantante.

## Fechas
| Date                     | Ciudad                    | País            | Venue                                  |
| África/Asia              | África/Asia               | África/Asia     | África/Asia                            |
| ------------------------ | ------------------------- | --------------- | -------------------------------------- |
| 28 de septiembre de 1995 | Jerusalén                 | Israel          | Sing Sing                              |
| 29 de septiembre de 1995 | Haifa                     | Israel          | The End                                |
| 30 de septiembre de 1995 | Tel Aviv                  | Israel          | Cinerama Theater                       |
| 5 de octubre de 1995     | Johannesburgo             | Sudáfrica       | Standard Bank Arena                    |
| 7 de octubre de 1995     | Durban                    | Sudáfrica       | Village Green                          |
| 9 de octubre de 1995     | Ciudad del Cabo           | Sudáfrica       | Good Hope Center                       |
| 12 de octubre de 1995    | Beirut                    | Líbano          | Mont La Salle (Cancelado)              |
| Europa                   |                           |                 |                                        |
| 14 de octubre de 1995    | Atenas                    | Grecia          | Peristeri Stadium                      |
| 15 de octubre de 1995    | Salónica                  | Grecia          | Ivanofio                               |
| 16 de octubre de 1995    | Sofía                     | Bulgaria        | Hristo Botev Hall                      |
| 17 de octubre de 1995    | Bucarest                  | Rumanía         | Polyvalent Hall                        |
| 20 de octubre de 1995    | Budapest                  | Hungría         | Petofi Csarnok                         |
| 21 de octubre de 1995    | Žilina                    | Eslovaquia      | Sports Hall                            |
| 22 de octubre de 1995    | Praga                     | República Checa | Industrial Palace                      |
| 24 de octubre de 1995    | Varsovia                  | Polonia         | Torwar Hall                            |
| 25 de octubre de 1995    | Toruń                     | Polonia         | Stadion KS Apator                      |
| 27 de octubre de 1995    | Helsinki                  | Finlandia       | House of Culture                       |
| 29 de octubre de 1995    | Estocolmo                 | Suecia          | Circus                                 |
| 30 de octubre de 1995    | Oslo                      | Noruega         | Sentrum                                |
| 1 de noviembre de 1995   | Gotemburgo                | Suecia          | Kåren                                  |
| 2 de noviembre de 1995   | Copenhague                | Dinamarca       | KB Hallen                              |
| 4 de noviembre de 1995   | Wolverhampton             | Inglaterra      | Civic Hall                             |
| 5 de noviembre de 1995   | Glasgow                   | Inglaterra      | Barrowlands                            |
| 6 de noviembre de 1995   | Mánchester                | Inglaterra      | Apollo Theatre                         |
| 8 de noviembre de 1995   | Leeds                     | Inglaterra      | Town and Country                       |
| 9 de noviembre de 1995   | Newport                   | Inglaterra      | Newport Centre                         |
| 10 de noviembre de 1995  | Londres                   | Inglaterra      | Brixton Academy                        |
| 12 de noviembre de 1995  | Colonia                   | Alemania        | E-Werk                                 |
| 13 de noviembre de 1995  | Deinze                    | Bélgica         | Brielpoort                             |
| 14 de noviembre de 1995  | Bielefeld                 | Alemania        | PC69                                   |
| 16 de noviembre de 1995  | París                     | Francia         | Le Zénith                              |
| 18 de noviembre de 1995  | Pamplona                  | España          | Pabellón Anaitasuna                    |
| 20 de noviembre de 1995  | Barcelona                 | España          | Pavello Olimpic Hall Ebron             |
| 21 de noviembre de 1995  | Madrid                    | España          | Real Madrid Pavilion                   |
| 22 de noviembre de 1995  | Cascais                   | Portugal        | Pavilhão de Cascais                    |
| 24 de noviembre de 1995  | Granada                   | España          | Pabellón Ifagra                        |
| 26 de noviembre de 1995  | Turín                     | Italia          | Palasport                              |
| 27 de noviembre de 1995  | Módena                    | Italia          | Palastompa                             |
| 28 de noviembre de 1995  | Roma                      | Italia          | Palaeur                                |
| 30 de noviembre de 1995  | Milán                     | Italia          | Palatrussardi                          |
| 1 de diciembre de 1995   | Florencia                 | Italia          | Palasport                              |
| 2 de diciembre de 1995   | Pordenone                 | Italia          | Palasport                              |
| 3 de diciembre de 1995   | Bolzano                   | Italia          | Palaonda                               |
| 5 de diciembre de 1995   | Ginebra                   | Suiza           | Salle des Fêtes de Thonex              |
| 6 de diciembre de 1995   | Zúrich                    | Suiza           | Volkshaus                              |
| 7 de diciembre de 1995   | Fürth                     | Alemania        | Stadthalle                             |
| 9 de diciembre de 1995   | Hannover                  | Alemania        | Capitol                                |
| 10 de diciembre de 1995  | Leipzig                   | Alemania        | Haus Auensee                           |
| 12 de diciembre de 1995  | Bremen                    | Alemania        | Aladin Music Hall                      |
| 13 de diciembre de 1995  | Hamburgo                  | Alemania        | Docks                                  |
| 14 de diciembre de 1995  | Berlín                    | Alemania        | Neue Welt                              |
| 16 de diciembre de 1995  | Viena                     | Austria         | Wiener Stadthalle                      |
| 17 de diciembre de 1995  | Múnich                    | Alemania        | Terminal 1                             |
| 19 de diciembre de 1995  | Stuttgart                 | Alemania        | Messe Congress – Zentrum B             |
| 20 de diciembre de 1995  | Neu Isenburgy             | Alemania        | Hugenottenhalle                        |
| 22 de diciembre de 1995  | Colonia                   | Alemania        | E-Werk                                 |
| 23 de diciembre de 1995  | Zwolle                    | Países Bajos    | IJsselhal                              |
| 12 de enero de 1996      | Atenas                    | Grecia          | Peristeri Stadium                      |
| 13 de enero de 1996      | Atenas                    | Grecia          | Peristeri Stadium                      |
| 16 de enero de 1996      | Acireale                  | Italia          | Palasport                              |
| 17 de enero de 1996      | Nápoles                   | Italia          | Palapartenope                          |
| 18 de enero de 1996      | Ancona                    | Italia          | Palasport                              |
| 19 de enero de 1996      | Brescia                   | Italia          | Palasport                              |
| 21 de enero de 1996      | Liubliana                 | Slovenia        | Hala Tivoli                            |
| 23 de enero de 1996      | Lyon                      | Francia         | Le Transbordeur                        |
| 24 de enero de 1996      | Niza                      | Francia         | Théâtre de Verdure                     |
| 26 de enero de 1996      | Montpellier               | Francia         | Le Zénith                              |
| 27 de enero de 1996      | Montluçon                 | Francia         | Anthanor                               |
| 28 de enero de 1996      | Nancy                     | Francia         | Le Zénith                              |
| 30 de enero de 1996      | Belfast                   | Irlanda         | Maysfield Leisure Centre               |
| 31 de enero de 1996      | Dublín                    | Irlanda         | SFX City Theatre                       |
| 2 de febrero de 1996     | Nottingham                | Inglaterra      | Rock City                              |
| North America            |                           |                 |                                        |
| 8 de febrero de 1996     | Ciudad de Quebec          | Canadá          | Pavillon de la Jeunesse                |
| 9 de febrero de 1996     | Montreal                  | Canadá          | Verdun Auditorium                      |
| 11 de febrero de 1996    | Toronto                   | Canadá          | R.P.M. Warehouse                       |
| 13 de febrero de 1996    | Boston, Massachusetts     | Estados Unidos  | Avalon                                 |
| 14 de febrero de 1996    | Providence, Rhode Island  | Estados Unidos  | Lupo's Heartbreak Hotel                |
| 16 de febrero de 1996    | Nueva York, Nueva York    | Estados Unidos  | The Academy                            |
| 17 de febrero de 1996    | Filadelfia, Pensilvania   | Estados Unidos  | Electric Factory                       |
| 19 de febrero de 1996    | Baltimore, Maryland       | Estados Unidos  | Hammerjack's                           |
| 20 de febrero de 1996    | Old Bridge, Nueva Jersey  | Estados Unidos  | Birch Hill Night Club                  |
| 21 de febrero de 1996    | Harrisburg, Pensilvania   | Estados Unidos  | Metron                                 |
| 23 de febrero de 1996    | Pittsburgh, Pensilvania   | Estados Unidos  | Metropol                               |
| 24 de febrero de 1996    | Detroit, Míchigan         | Estados Unidos  | Harpo's                                |
| 25 de febrero de 1996    | Cleveland, Ohio           | Estados Unidos  | Odeon Concert Club                     |
| 27 de febrero de 1996    | Cincinnati, Ohio          | Estados Unidos  | Annie's                                |
| 28 de febrero de 1996    | Fort Wayne, Indiana       | Estados Unidos  | Pierre's                               |
| 29 de febrero de 1996    | Chicago, Illinois         | Estados Unidos  | Vic Theater                            |
| 2 de marzo de 1996       | Milwaukee, Wisconsin      | Estados Unidos  | The Rave                               |
| 3 de marzo de 1996       | Minneapolis, Minnesota    | Estados Unidos  | Mirage                                 |
| 2 de marzo de 1996       | Saint Louis, Misuri       | Estados Unidos  | Mississippi Nights                     |
| 5 de marzo de 1996       | Atlanta, Georgia          | Estados Unidos  | Masquerade                             |
| 7 de marzo de 1996       | Orlando, Florida          | Estados Unidos  | Embassy                                |
| 8 de marzo de 1996       | Fort Lauderdale           | Estados Unidos  | The Edge                               |
| 9 de marzo de 1996       | Jacksonville, Florida     | Estados Unidos  | Shades                                 |
| 10 de marzo de 1996      | Memphis, Tennessee        | Estados Unidos  | 616                                    |
| 12 de marzo de 1996      | Houston, Texas            | Estados Unidos  | Millennium                             |
| 14 de marzo de 1996      | San Antonio, Texas        | Estados Unidos  | Sneakers                               |
| 15 de marzo de 1996      | Dallas, Texas             | Estados Unidos  | Deep Ellum Live                        |
| 17 de marzo de 1996      | Lubbock, Texas            | Estados Unidos  | Depot                                  |
| 19 de marzo de 1996      | Albuquerque, Nuevo México | Estados Unidos  | Midnight Rodeo                         |
| 20 de marzo de 1996      | Denver, Colorado          | Estados Unidos  | Ogden Theater                          |
| 21 de marzo de 1996      | Salt Lake City, Utah      | Estados Unidos  | Salt Air                               |
| 23 de marzo de 1996      | Seattle, Washington       | Estados Unidos  | Off Ramp Cafe                          |
| 24 de marzo de 1996      | Vancouver                 | Canadá          | Commodore Ballroom (Cancelado)         |
| 25 de marzo de 1996      | Portland, Oregón          | Estados Unidos  | Roseland (Cancelado)                   |
| 27 de marzo de 1996      | Sacramento, California    | Estados Unidos  | The Boardwalk (Cancelado)              |
| 28 de marzo de 1996      | San Francisco, California | Estados Unidos  | The Fillmore (Cancelado)               |
| 30 de marzo de 1996      | Riverside, California     | Estados Unidos  | Rocking Horse (Cancelado)              |
| 31 de marzo de 1996      | Las Vegas, Nevada         | Estados Unidos  | The Beach (Cancelado)                  |
| 1 de abril de 1996       | Phoenix, Arizona          | Estados Unidos  | Electric Ballroom (Cancelado)          |
| 2 de abril de 1996       | San Diego, California     | Estados Unidos  | Soma (Cancelado)                       |
| 4 de abril de 1996       | Los Ángeles, California   | Estados Unidos  | The Palace                             |
| 5 de abril de 1996       | Los Ángeles, California   | Estados Unidos  | The Palace                             |
| Asia                     |                           |                 |                                        |
| 11 de abril de 1996      | Tokio                     | Japón           | Nakano Sun Plaza Hall                  |
| 12 de abril de 1996      | Nagoya                    | Japón           | Kinro Kaikan Hall                      |
| 14 de abril de 1996      | Fukuoka                   | Japón           | Skara Espacio                          |
| 16 de abril de 1996      | Osaka                     | Japón           | Kosei Nenkin Kaikan                    |
| 17 de abril de 1996      | Tokio                     | Japón           | Kan-i Hoken Hall                       |
| 18 de abril de 1996      | Tokio                     | Japón           | Nakano Sun Plaza Hall                  |
| Europe                   |                           |                 |                                        |
| 22 de junio de 1996      | Kauhajoki                 | Finlandia       | Nummirock Festival                     |
| 30 de junio de 1996      | Dessel                    | Bélgica         | Graspop Metal Meeting                  |
| 6 de julio de 1996       | Odense                    | Dinamarca       | Midtfyn Festival                       |
| 13 de julio de 1996      | Weert                     | Países Bajos    | Bospop Festival                        |
| 9 de agosto de 1996      | Murcia                    | España          | San Javier Football Stadium            |
| 10 de agosto de 1996     | Jerez de la Frontera      | España          | Recinto Ferial de Jerez de la Frontera |
| 11 de agosto de 1996     | Miajadas                  | España          | Football Stadium                       |
| 13 de agosto de 1996     | Villarrobledo             | España          | Municipal Football Stadium             |
| 14 de agosto de 1996     | Huesca                    | España          | Fraga Pabellón Ferial                  |
| 16 de agosto de 1996     | Colmar                    | Francia         | Parc des Expositions                   |
| 17 de agosto de 1996     | Cunlhat                   | Francia         | Free Wheel                             |
| South America            |                           |                 |                                        |
| 24 de agosto de 1996     | São Paulo                 | Brasil          | Estádio do Pacaembu                    |
| 25 de agosto de 1996     | Curitiba                  | Brasil          | Estádio Couto Pereira                  |
| 26 de agosto de 1996     | Río de Janeiro            | Brasil          | Metropolitan                           |
| 27 de agosto de 1996     | Porto Alegre              | Brasil          | Gigantinho (Cancelado)                 |
| 29 de agosto de 1996     | Santiago                  | Chile           | Teatro Monumental                      |
| 31 de agosto de 1996     | Buenos Aires              | Argentina       | Obras Sanitarias Stadium               |
| 1 de septiembre de 1996  | Buenos Aires              | Argentina       | Obras Sanitarias Stadium               |
| North America            |                           |                 |                                        |
| 4 de septiembre de 1996  | Ciudad de México          | México          | Palacio de los Deportes                |
| 7 de septiembre de 1996  | Monterrey                 | México          | Auditorio Coca-Cola                    |

## Setlist
1. "Man on the Edge" (de The X Factor, 1995)
2. "Wrathchild" (de Killers, 1981)
3. "Heaven Can Wait" (de Somewhere In Time, 1986)
4. "Lord of the Flies" (de The X Factor, 1995)
5. "Fortunes of War" (de The X Factor, 1995)
6. "Blood on the World's Hands" (de The X Factor, 1995)
7. "Afraid to Shoot Strangers" (de Fear of the Dark, 1992)
8. "The Evil That Men Do" (de Seventh Son of a Seventh Son, 1988)
9. "The Aftermath" (de The X Factor, 1995)
10. "Sign of the Cross" (de The X Factor, 1995)
11. "2 Minutes to Midnight" (de Powerslave, 1984)
12. "The Edge of Darkness" (de The X Factor, 1995)
13. "Fear of the Dark" (de Fear of the Dark, 1992)
14. "The Clairvoyant" (de Seventh Son of a Seventh Son, 1988)
15. "Iron Maiden" (de Iron Maiden, 1980)

- Encore:

1. "The Number of the Beast" (de Number of the Beast, 1982)
2. "Hallowed Be Thy Name" (de Number of the Beast, 1982)
3. "The Trooper" (de Piece Of Mind, 1983)

### Notes
- "Running Free" (de Iron Maiden, 1980) and "Sanctuary" (de Iron Maiden, 1980) fueron tocadas en lugares preseleccionados.
- "Blood On The World's Hands", "The Aftermath", and "The Edge of Darkness" hicieron su única aparición en vivo en las listas de canciones durante el tour de Iron Maiden.